# Такие высокие горы

Кадр из фильма

«Такие высокие горы» — советский художественный фильм, снятый режиссёром Юлией Солнцевой на киностудии «Мосфильм» в 1974 году.
Премьера фильма состоялась 2 сентября 1974 года.

## Сюжет
Фильм о буднях сельского учителя Степанова Ивана Николаевича (Сергей Бондарчук), который мечтает воспитать из своих учеников гармоничных людей.

В обычной размеренной жизни школы происходит драматическое событие: из школы украли оружие. Когда Иван Николаевич начинает разбираться с этим делом, он понимает, что винтовку украл его ученик Володя Пименов.
Оказывается, в семье ученика трагедия — пьяница-отец тиранит семью, и оружие мальчику необходимо для защиты матери и бабушки.
Учитель решает вступиться за семью ученика, решает оградить их и даже вступает в драку. Ведь для него ученики — его дети, их боль — его боль.

## В ролях
- Сергей Бондарчук — Иван Николаевич Степанов
- Константин Смирнов — Федотов
- Ирина Скобцева  — Лиза Пименова
- Николай Пеньков  — Пименов
- Вера Енютина  — мать Николая Ивановича
- Ирина Короткова  — Инна Павловна
- Валентина Ананьина  — жена Загубенного
- Светлана Суховей  — Таня
- Игорь Безяев
- Наталья Вавилова  — девочка, эпизод
- Тамара Логинова  — эпизод
- Даниил Нетребин  — эпизод
- Александра Харитонова  — колхозница
- Валентин Брылеев  — эпизод
- Светлана Коновалова  — эпизод
- Сергей Юрцев  — эпизод
- Юрий Киреев  — завхоз школы

## Съемочная группа
- Режиссёр - Юлия Солнцева
- Автор сценария - Валентина Никиткина
- Оператор - Дильшат Фатхулин
- Композитор - Вячеслав Овчинников
- Художник - Владимир Филиппов

## Факты
- Прототипом главного героя является известный советский педагог Василий Александрович Сухомлинский и его безвестная до этого школа в поселке Павлыш.
- В фильме заимствованны эпизоды из биографии Сухомлинского, монологи героя фильма основаны на текстах из произведений Василия Александровича Сухомлинского.
- Съемки фильма проходили в Новгороде-Северском, Черниговская область, Украина.
- Актриса Ирина Короткова ранее уже снималась у Юлии Солнцевой в фильме "Незабываемое" в 1967 году.